# 白題
白題，古代匈奴部族名。俗以白色塗額，故名。一說，古代匈奴部族胡人所戴的氈笠。
《史記·樊酈滕灌列傳》﹕「複從擊韓信胡騎晉陽下，所將卒斬胡白題將一人。」裴駰集解引服虔曰﹕「胡名也。」《南史·裴松之傳》﹕「時西北遠邊有白題及滑國遣使由岷山道入貢，此二國歷代弗賓，莫知所出。」宋劉肅《<片玉集>序》﹕「白題﹑八滑之事既陳，而當世之疑已釋。」

## 延伸阅读
[在维基数据编辑]
 《梁書/卷54》，出自姚思廉《梁書》